# Olmos (Perú)
Olmos es una ciudad peruana, es capital del distrito de Olmos ubicado en la provincia de Lambayeque en el departamento de Lambayeque. Esta localidad se encuentra a 178 m s. n. m.

## Demografía
Según el Directorio Nacional de Centros Poblados, la ciudad cuenta con una población de 15 205 habitantes para el 2017. La población distrital asciende a 46 484, y se estima que sea de 55 691 habitantes para el 2020.

## Clima
Olmos tiene un clima desértico. Posee veranos cálidos con temperaturas mayores a 35 °C e inviernos templados. A lo largo del año, recibe poca lluvia Olmos. La clasificación del clima de Köppen-Geiger es BWh. La temperatura media anual en Olmos se encuentra a 23.9 °C. Hay alrededor de precipitaciones de 151 mm.
| Parámetros climáticos promedio de Olmos | Parámetros climáticos promedio de Olmos | Parámetros climáticos promedio de Olmos | Parámetros climáticos promedio de Olmos | Parámetros climáticos promedio de Olmos | Parámetros climáticos promedio de Olmos | Parámetros climáticos promedio de Olmos | Parámetros climáticos promedio de Olmos | Parámetros climáticos promedio de Olmos | Parámetros climáticos promedio de Olmos | Parámetros climáticos promedio de Olmos | Parámetros climáticos promedio de Olmos | Parámetros climáticos promedio de Olmos | Parámetros climáticos promedio de Olmos |
| Mes                                     | Ene.                                    | Feb.                                    | Mar.                                    | Abr.                                    | May.                                    | Jun.                                    | Jul.                                    | Ago.                                    | Sep.                                    | Oct.                                    | Nov.                                    | Dic.                                    | Anual                                   |
| --------------------------------------- | --------------------------------------- | --------------------------------------- | --------------------------------------- | --------------------------------------- | --------------------------------------- | --------------------------------------- | --------------------------------------- | --------------------------------------- | --------------------------------------- | --------------------------------------- | --------------------------------------- | --------------------------------------- | --------------------------------------- |
| Temp. máx. abs. (°C)                    | 36                                      | 37                                      | 36                                      | 35                                      | 34                                      | 32.5                                    | 30.4                                    | 30.6                                    | 31.2                                    | 32.3                                    | 34                                      | 35                                      | 37                                      |
| Temp. máx. media (°C)                   | 31.3                                    | 32.1                                    | 31.9                                    | 31.3                                    | 29.6                                    | 28.0                                    | 26.8                                    | 26.9                                    | 27.2                                    | 28.1                                    | 29.0                                    | 31.1                                    | 29.4                                    |
| Temp. media (°C)                        | 25.6                                    | 26.4                                    | 26.2                                    | 25.6                                    | 24.2                                    | 22.7                                    | 21.6                                    | 21.5                                    | 22.0                                    | 22.5                                    | 23.2                                    | 24.8                                    | 23.9                                    |
| Temp. mín. media (°C)                   | 20.0                                    | 20.7                                    | 20.5                                    | 19.9                                    | 18.8                                    | 17.4                                    | 16.5                                    | 16.2                                    | 16.9                                    | 17.0                                    | 17.5                                    | 18.5                                    | 18.3                                    |
| Temp. mín. abs. (°C)                    | 16.7                                    | 17                                      | 17.4                                    | 17.1                                    | 16                                      | 15.7                                    | 12.7                                    | 13.5                                    | 14                                      | 14.8                                    | 13.3                                    | 16                                      | 12.7                                    |
| Precipitación total (mm)                | 13                                      | 20                                      | 82                                      | 20                                      | 3                                       | 2                                       | 0                                       | 1                                       | 2                                       | 3                                       | 2                                       | 3                                       | 151                                     |
| Fuente: Accuweather                     |                                         |                                         |                                         |                                         |                                         |                                         |                                         |                                         |                                         |                                         |                                         |                                         |                                         |